# Mackerrasia aurea
Mackerrasia aurea är en tvåvingeart som först beskrevs av H. Oldroyd 1957.  Mackerrasia aurea ingår i släktet Mackerrasia och familjen bromsar.
Artens utbredningsområde är Madagaskar. Inga underarter finns listade i Catalogue of Life.